# (5362) Johnyoung
(5362) Johnyoung es un asteroide perteneciente al cinturón exterior de asteroides, descubierto el 2 de febrero de 1978 por James B. Gibson desde el Observatorio del Monte Palomar, Estados Unidos.

## Designación y nombre
Designado provisionalmente como 1978 CH.

## Características orbitales
(5362) Johnyoung está situado a una distancia media del Sol de 3,385 ua, pudiendo alejarse hasta 3,471 ua y acercarse hasta 3,298 ua. Su excentricidad es 0,025 y la inclinación orbital 6,145 grados. Emplea 2274,85 días en completar una órbita alrededor del Sol.
Los próximos acercamientos a la órbita de Júpiter se producirán el 17 de febrero de 2042, el 2 de abril de 2055 y el 20 de mayo de 2068, entre otros.

## Características físicas
La magnitud absoluta de 1978 CH es 11,7. Tiene 21,882 km de diámetro y su albedo se estima en 0,084. 